# Solenobia trigonotubulosa
Solenobia trigonotubulosa är en fjärilsart som beskrevs av Anders Jahan Retzius 1783. Solenobia trigonotubulosa ingår i släktet Solenobia och familjen säckspinnare. Inga underarter finns listade i Catalogue of Life.